# Beru
Pour les articles homonymes, voir Béru (homonymie).
Beru est un atoll des Kiribati, dans l'archipel des îles Gilbert. Sa superficie est de 17,7 km2.
L'île est considérée comme le premier endroit où fut installée une maneaba, appelée Tabontebike et le lieu de naissance du dieu ancestral Nareau. Elle se situe à 1° 20' S et est de 15 km de long (direction NE-SE), moins de 5 km de large à l'endroit le plus large. Au centre de l'atoll se trouve une dépression peu profonde, le lagon Nuka. L'île est située à 96 km à l'ouest de Tabiteuea et à 426 km au sud-est de Tarawa.
La population de l'île est d'environ deux mille habitants, répartis dans les neuf villages que compte l'île. La population lors du recensement de 1990 était la suivante :
- Autukia 279 hab.
- Tabiang 518 hab.
- Aoniman 179 hab.
- Rongorongo  420 hab.
- Nuka 420 hab.
- Teteirio  66 hab.
- Taubukiniberu 130 hab.
- Eriko 280 hab.
- Taboiaki 518 hab.

Lors de ce recensement, l'île abritait 4 habitants originaires des Tuvalu, 5 Européens et 3 personnes possédant une autre nationalité.
Beru est représenté à la Maneaba ni Maungatabu par deux députés.
Beru possède un aéroport (code AITA : BEZ).